# 14134 Penkala
14134 Penkala (1998 RP42) là một tiểu hành tinh vành đai chính được phát hiện ngày 14 tháng 9 năm 1998 bởi nhóm nghiên cứu tiểu hành tinh gần Trái Đất phòng thí nghiệm Lincoln ở Socorro.